# Stadtsee (Bad Waldsee)
Der Stadtsee ist ein See in Bad Waldsee im Landkreis Ravensburg, der in der Würm-Kaltzeit vor rund 16.000 Jahren entstanden ist.

## Lage
Der Stadtsee liegt innerhalb der Stadt Bad Waldsee in Baden-Württemberg. Sein südöstliches Ufer grenzt unmittelbar an die historische Altstadt. Naturräumlich ist er dem Oberschwäbischen Hügelland (Nr. 32) innerhalb der Großlandschaft Voralpines Hügel- und Moorland (Nr. 3) zuzuordnen. Der See befindet sich etwa 1,6 Kilometer westlich der Europäischen Hauptwasserscheide und liegt im Gewässereinzugsgebiet der Steinach, von der er auch gespeist wird.

## Freizeit

### Freizeitanlage am Stadtsee
Bei der Freizeitanlage am Stadtsee laden ein Pumptrack, eine Mini Ramp, eine Boulderwand, eine Streetworkout Area sowie eine Ballspielwiese zu sportlicher Betätigung ein.⊙

### Stadtsee Aktiv-Weg
Der Stadtsee Aktiv-Weg in Bad Waldsee ist ein 1,7 Kilometer langer Rundweg um den Stadtsee nach den fünf Säulen von Sebastian Kneipp – Wasser, Ernährung, Heilpflanzen, Bewegung und Lebensordnung gestaltet. Er lädt mit sieben Stationen dazu ein, Körper, Geist und Seele in Einklang zu bringen.
Die Stationen sind:
- Wassertretstelle (Kneipp - Wasser): Diese Station ermöglicht Wasseranwendungen im Storchengang, um Abwehrkräfte und das vegetative Nervensystem zu stärken. Ergänzend gibt es Becken für Armbäder. ⊙
- Wasservisionen (Kneipp - Wasser): Hier können Besucher ihr Wissen rund um das Thema Wasser testen. Ein Frage-Antwort-Spiel vermittelt Interessantes über die Tierwelt des Stadtsees und der Entstehung des Stadtsee. ⊙
- Kräuterspirale (Kneipp - Ernährung / Heilpflanzen): Ein Hochbeet mit Kräutern und essbaren Blüten sowie Gemüse vermittelt Wissen über die natürliche Heilkraft der Pflanzen. ⊙
- Vitalität & Fitness (Kneipp - Bewegung): Ein Sportpark mit verschiedenen Trainingsgeräten.
- Labyrinth (Kneipp | Lebensordnung): Das Labyrinth „tanzender Jakob“ dient als Weg zur Selbstfindung, bei dem der Weg als Ziel betrachtet wird, um neue Schritte im Leben zu erkennen.⊙
- Garten der Sinne (Kneipp - Lebensordnung): Hier können die Sinne spielerisch auf neue Weise erlebt werden, mit Elementen wie einem Tanzglockenspiel ⊙, Hörtrichter ⊙, Summloch⊙, und einem Rohrtelefon ⊙.
- Barfußpfad (Kneipp - Lebensordnung): Das Barfußlaufen auf unterschiedlichen Untergründen aktiviert die Fußreflexzonen, stärkt die Beinmuskulatur, regt den Kreislauf an und härtet den Körper ab. ⊙

### Strand- und Freibad
Das Freibad erstreckt sich über eine Gesamtfläche von 36.000 m². Auf dem Gelände befinden sich Liegeflächen, Gastronomie, Sport- und Spielmöglichkeiten wie Schach, Mühle, einen Basketballplatz und ein Beachvolleyballfeld, Kinderspielplatz mit Kletterboot, Wippen und Drehkarussell.⊙
Das Bad verfügt über mehrere Becken und direkten Zugang zum Stadtsee:
- 50 × 20 Meter großes Schwimmbecken.
- 20 × 20 Meter großes Nichtschwimmerbecken mit einer Kleinkinderrutsche.
- Baby-/Kinderbecken
- Rutschenbecken mit einer 90 Meter langen Riesenrutsche und einer Breitbandrutsche.
- Zugang zum Stadtsee, mit einem 1-Meter-Sprungbereich, einen abgetrennten Schwimmerbereich und einen Nichtschwimmerbereich.

### Vereinsanlagen
- Das Seeplatz der Modellbaugruppe MBG Bad Waldsee e. V.⊙ an der Nordost Ufer
- Der Bootshaus vom Ruderverein Waldsee 1900 e. V.⊙ Ostufer, Nördlich vom Freibad
- Die Tennisplätze des Tennis-Club Bad Waldsee e. V. ⊙ Ostufer nördlich vom Freibad
- Schrebergärten am Nordostufer

### Sonstiges
Rund um den Stadtsee finden sich diverse weitere Freizeitmöglichkeiten. Hierzu zählen insgesamt drei Spielplätze, darunter eine separate Kletteranlage für Kinder, sowie eine Liegewiese mit Spielplatz am Nordufer, die auch als kostenloser Badeplatz dient.⊙
Ein Tretbootverleih am Westufer⊙ und ein Minigolfplatz am Ostufer⊙ ergänzen das Angebot.
Eine kleine Betonplatte am Ostufer ist nachts ein beliebter Platz für Fotografen.⊙

## Sehenswürdigkeiten

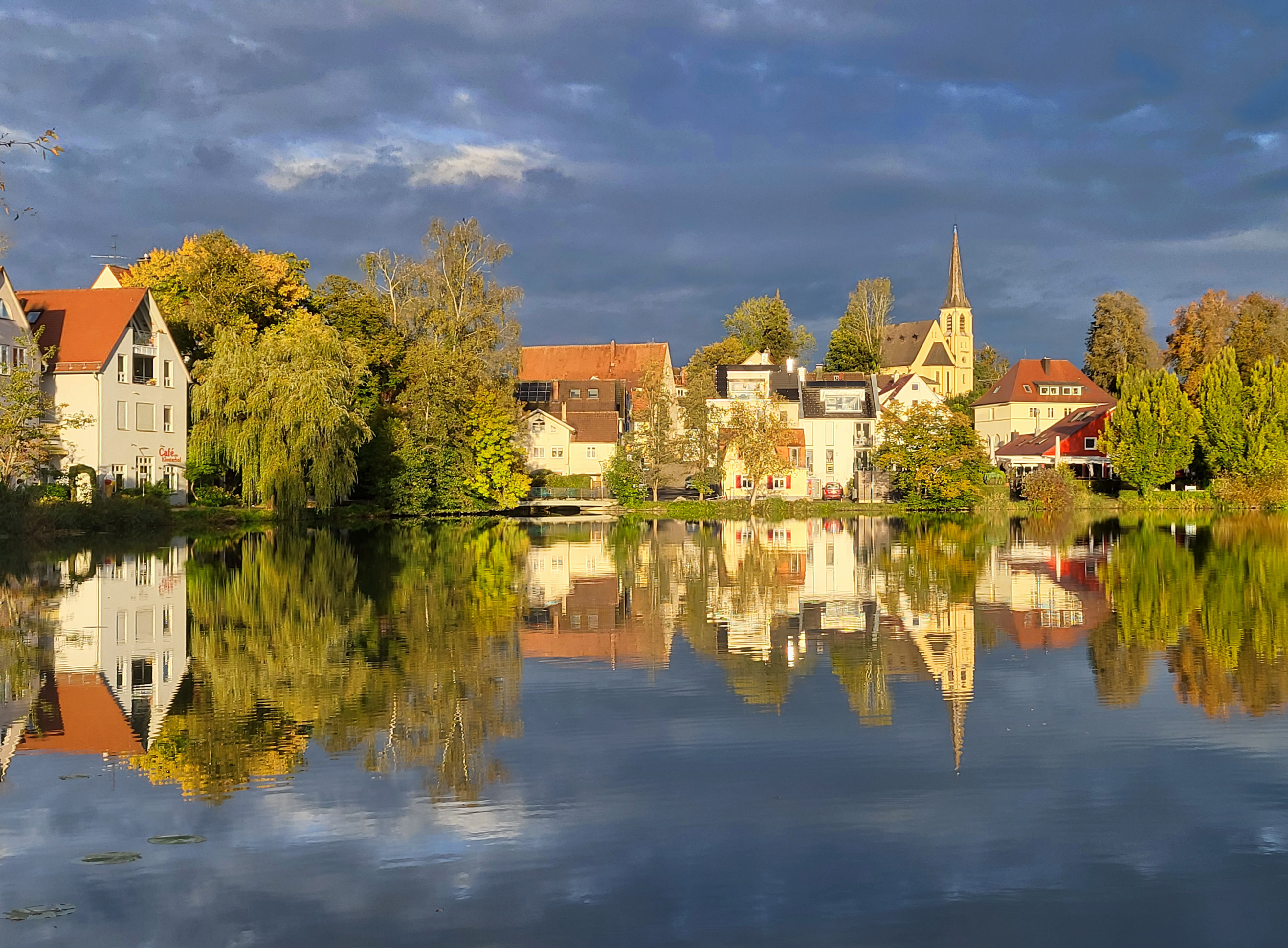
Blick über den See auf die Stadt

Direkt am Ufer des Stadtsees befinden sich keine Sehenswürdigkeiten, jedoch bietet sich von hier aus ein reizvoller Blick auf die historische Altstadt mit der Evangelischen Kirche, der Kirche St. Peter, dem Alten Rathaus, dem Wurzacher Tor sowie das Haus am Stadtsee.

## Verkehrswege
Der Uferweg um den Stadtsee ist für Fußgänger fast vollständig begehbar, wobei lediglich ein kurzer Abschnitt um das Bootshaus und einige direkt am Ufer liegende Schrebergärten umgangen werden müssen. Im Sommer ist der Wegabschnitt durch das Freibad gesperrt, sodass Fußgänger hier eine Schleife gehen müssen.
Für den Radverkehr ist lediglich der Bereich am Nordostufer zwischen dem Amtsgericht Bad Waldsee und dem Skateplatz (Freizeitanlage am Stadtsee) freigegeben.

## Flora und Fauna
Zu den im See vorkommenden Fischen zählen Hecht, Wels, Zander, Flussbarsch, Karpfen, Schleie, Rotauge und Rotfeder. Für das Angeln im Stadtsee ist eine Angelkarte erforderlich.
Die Vogelwelt des Stadtsees umfasst unter anderem Höckerschwan, Haubentaucher, Stockente, Reiherente, Blässhuhn, Teichhuhn, Graureiher und Lachmöwe.
An Insekten sind am und um den See Wasserläufer, Blaugrüne Mosaikjungfer, Gemeine Becherjungfer und die Vierfleck-Libelle zu finden.
Insektenhotels („Der Macher“ und „Natur pur“ von Bildhauer Jörg Bäurle) und blühende Blumenwiesen sind am Nordostufer.

## Ökologie
Landnutzungsstruktur im Einzugsgebiet
| Phosphorwerte                    | Phosphorwerte | Phosphorwerte | Phosphorwerte | Phosphorwerte |
| -------------------------------- | ------------- | ------------- | ------------- | ------------- |
| Entwicklung des Phosphor-Gehalts |               |               | Anzahl        |               |
| 1985                             | 1985          |               | 130.13        | 130.13        |
| 1987                             | 1987          |               | 100.1         | 100.1         |
| 1988                             | 1988          |               | 54.54         | 54.54         |
| 1994                             | 1994          |               | 44.44         | 44.44         |
| 1996                             | 1996          |               | 46.46         | 46.46         |
| 1997                             | 1997          |               | 40.40         | 40.40         |
| 2002                             | 2002          |               | 61.61         | 61.61         |
| 2004                             | 2004          |               | 44.44         | 44.44         |
| 2010                             | 2010          |               | 74.74         | 74.74         |
| 2012                             | 2012          |               | 53.53         | 53.53         |
| 2016                             | 2016          |               | 65.65         | 65.65         |
| 2022                             | 2022          |               | 37.37         | 37.37         |
|                                  |               |               |               |               |

Das Einzugsgebiet des Stadtsees wird überwiegend landwirtschaftlich genutzt (55 %), gefolgt von Waldflächen (25 %) und Siedlungsbereichen (20 %). Der Phosphorgehalt des Sees konnte seit 1988 deutlich gesenkt werden und liegt seitdem konstant unter 75 µg/l, nachdem er 1985 noch bei 130 µg/l gemessen wurde. Der Stadtsee wird nach seiner Trophie als eutroph 1 (e1) eingestuft.